# إمارة سليمان
إمارة سليمان أو إمارة قولب هي إمارة كردية من القرن الخامس عشر حتى عام 1838، حكمت منطقتي سيلفان وقولب. يأتي سليمان بك (سيليفاني) من اسم عائلة كردية نبيلة.

## التاريخ
أصبح كارا بهلول سيليفاني حاكم الإمارة في عام 1514 بعد معركة جالديران، وبلغت الإمارة ذروة مجدها خلال أواخر القرن الخامس عشر. برزت شخصية الأمير ديادين في علاقات إمارة سليمان الودية مع الصفويين. انتهت الإمارة في عام 1838 كجزء من الإمارات الكردية وخضعت المنطقة للسيطرة العثمانية المباشرة بعد معاهدة أرضروم الأولى، التي وُقعت في عام 1823 لتسوية النزاعات الحدودية بين الدولة العثمانية والدولة القاجارية.